# Питър Мей
Питър Мей (на английски: Peter May) е шотландски сценарист и писател на бестселъри в жанра трилър.

## Биография и творчество
Питър Мей е роден на 20 декември 1951 г. в Глазгоу, Шотландия. От малък обича да пише. След завършване на гимназията се насочва към журналистиката и учи в Националния съвет за обучение на журналисти. В периода 1971 – 1974 г. е репортер към „Paisley Daily Express“. На 21 години печели наградата Фрейзър и е обявен за млад журналист на годината в Шотландия. В периода 1974 – 1978 г. е репортер към „Скотсмън“, а в периода 1978 – 1979 г. е новинар към „Глазгоу Ивнинг Таймс“.
Първият си ръкопис на роман изпраща на 19-годишен, но той е отхвърлен с окуражаващ отказ. Първият му роман „The Reporter“ (Репортерът) е публикуван през 1978 г. По него Би Би Си екранизира телевизионния сериал „The Standard“ с участието на Патрик Малахиде, Колет О'Нийл и Нийл Стейси.
След успеха на сериала напуска журналистиката и става сценарист към телевизията. Пише истории за основните сериали на медията, сериалите „Squadron“, „Take the High Road“ и „Machair“.
В средата на 90-те години се оттегля от телевизията и се насочва изцяло към писането на романи. Прави широки проучвания в Китай, като има много контакти с криминалисти и съдебни медици. През 1999 г. е издаден първият му роман „The Firemaker“ от поредицата „Ян и Кембъл“, наричана още „Китайски трилъри“. Главните герои, пекинският детектив Ли Ян и американската патоложка Маргарет Кембъл, разследват убийството на правителствен учен, чийто овъглен труп е намерен в Ритан парк в Пекин. Книгите от поредицата стават бестселъри и за тях писателят е удостоен за почетен член на Асоциацията на писатели на трилъри на Китай, като е единствен чуждестранен писател удостоен с това звание.
През 2006 г. е издаден романът му „Extraordinary People“ от криминалната поредица „Разследванията на Енцо Маклауд“. Бившият съдебен експерт, полу-италианец и полу-шотландец, а сега професор по биология във френски университет, Енцо Маклауд, е замесен в разследване на престъпления прилагайки научни методи за разкриването им. И за тези си произведения писателят прави задълбочени проучвания във Франция, включвайки и много професионални детайли от отглеждането на лозя и производството на френски вина.
През 2009 г. е издаден (първо на франски) трилърът му „Черната къща“ от поредицата „Остров Луис“. На малкия, изолиран и консервативен шотландски остров Луис, на който къщите са с каменна зидария и сламени покриви, е извршено убийство. В разследването му се включва детектив Фин Маклауд, който е напуснал острова като дете, а сега разследва подобно убийство в Единбург. Спомени и лични семейни проблеми се преплитат с разследването и скритите опасности, едновременно изграждайки привлекателен и реалистичен портрет на живота на острова. Книгата става бестселър и печели множество литературни награди.
Питър Мей живее със семейството си във Франция и Шотландия.

## Произведения

### Самостоятелни романи
- The Reporter (1978)
- Fallen Hero (1979)
- Hidden Faces (1981) – издаден и като „The Man With No Face“
- The Noble Path (1992)
- Virtually Dead (2010)
- Entry Island (2013)
- Runaway (2015)
- Coffin Road (2016)
- I'll Keep You Safe (2018)
Ще те защитя, изд.: ИК „Колибри“, София (2019), прев. Богдан Русев
- Lockdown (2020)
Карантина, изд.: ИК „Колибри“, София (2020), прев. Надя Баева

### Серия „Ян и Кембъл“ (Yan & Campbell)
1. The Firemaker (1999)
2. The Fourth Sacrifice (2000)
3. The Killing Room (2000)
4. Snakehead (2002)
5. The Runner (2003)
6. Chinese Whispers (2004)
7. The Ghost Marriage (2017)

### Серия „Разследванията на Енцо Маклауд“ (Enzo Macleod Investigation)
1. Extraordinary People (2006) – издаден и като „Dry Bones“
2. The Critic (2007) – издаден и като „A Vintage Corpse“
3. Blacklight Blue (2008)
4. Freeze Frame (2010)
5. Blowback (2011)
6. Cast Iron (2017)
7. The Night Gate (2021)
Нощна порта, изд.: ИК „Колибри“, София (2022), прев. Надя Баева

### Серия „Остров Луис“ (Lewis)
1. The Blackhouse (2009, 2011)
Черната къща, изд.: ИК „Колибри“, София (2017), прев. Деян Кючуков
2. The Lewis Man (2011)
Човекът от остров Луис, изд.: ИК „Колибри“, София (2017), прев. Деян Кючуков
3. The Chessmen (2012)
Шахматните фигури, изд.: ИК „Колибри“, София (2017), прев. Деян Кючуков

### Сборници
- Bloody Scotland (2017) – с Лин Андерсън, Крис Брукмиър, Ан Клейвс, Дъг Джонстоун, Стюарт Макбрайд, Вал Макдърмид, Денис Мина, Крейг Робъртсън и Сара Шеридан

### Документалистика
- Hebrides (2015)

### Екранизации
- 1978 The Standard – ТВ сериал, 14 епизода, по романа „The Reporter“
- 1982 Squadron – ТВ сериал, 10 епизода, история
- 1984 Murder Not Proven? – ТВ сериал, 1 епизод
- 1982 – 1987 / 1980 – 1992 Take the High Road – ТВ сериал, 42 епизода, автор на текста и историята
- 1985 The Ardlamont Mystery
- 1992 – 1996 Machair – ТВ сериал, 99 епизода, съавтор и продуцент